# Wiązów
Wiązów est une ville de Pologne, située dans le sud-ouest du pays, dans la voïvodie de Basse-Silésie. Elle est le chef-lieu de la gmina de Wiązów, dans le powiat de Strzelin.